# Fundació Cambó
La Fundació Cambó fou una entitat creada per Francesc Cambó a la ciutat París vers el 1930, F.Cambó en parla breument a les seves memòries:
Amb l'objectiu de donar a la cultura catalana una categoria internacional, vaig crear a la Sorbona una Fundació que portà el meu nom. Al davant d'ella, s'hi posà el professor Pierre Lavedan, que donava dos cursos als quals cada any estaven inscrits, assistint-hi regularment, un bon nombre de deixebles de les nacionalitats més diverses, que s'interessaven per la cultura catalana. Anualment es feren magnífiques publicacions i s'hi donaren copioses conferències, a les quals participaren intel·lectuals catalans, castellans i estrangers. De cada tanda de conferències, se’n publicà un volum.
La creació de la Fundació Cambó de la Sorbona de París serà un dels primers intents reeixits d'internacionalització de la cultura i llengua catalana, de fet la Fundació era aquella que pagava les activitats acadèmiques i culturals que es realitzaven a la universitat parisenca, activitats que es feien dins del Centre d'études del'Art catalan et de la Civilisation catalane (CEACC), centre creat per un conveni entre la Fundació i la Universitat de París i que tenia la seva seu a l'Institut d'Art i Arqueologia de la Sorbona.
La fi de la guerra civil espanyola va paralitzar les activitats del CEACC, però la Fundació Cambó, la institució titular del centre, continuà existint oficialment fins a 1955, data a partir de la qual la Universitat de París ja no en conserva documentació. A partir d'aquell any la biblioteca del CEACC, coneguda avui amb el nom de Fons Cambó, restà oblidada en una habitació –la Salle catalane– de l'Institut d'Art esmentat sense cap mena de vigilància i manteniment. Malgrat aquest fet la Salle Catalane fou un punt de trobada de l'exili català a París i el record del CEACC ajuda a crear l'oficina d'Òmnium Cultural a la capital francesa l'any 1964.
Aquesta biblioteca coneguda com a Fons Cambó, avui té la seu al Centre d'Études Catalanes de la Universitat de París-Sorbona (París IV), és la biblioteca de catalanística més antiga que existeix fora del domini lingüístic català i durant molts de temps fou la més important. Originàriament era composta per unes 3.000 obres –entre monografies, publicacions periòdiques i altres– amb data de publicació majoritàriament entre la segona meitat del segle xix i la Guerra civil espanyola, encara que també hi havia volums d'anys anteriors i posteriors, actualment la Biblioteca del Centre d'études catalanes té uns 15.000 llibres.